# 鲁道夫·迪尔斯

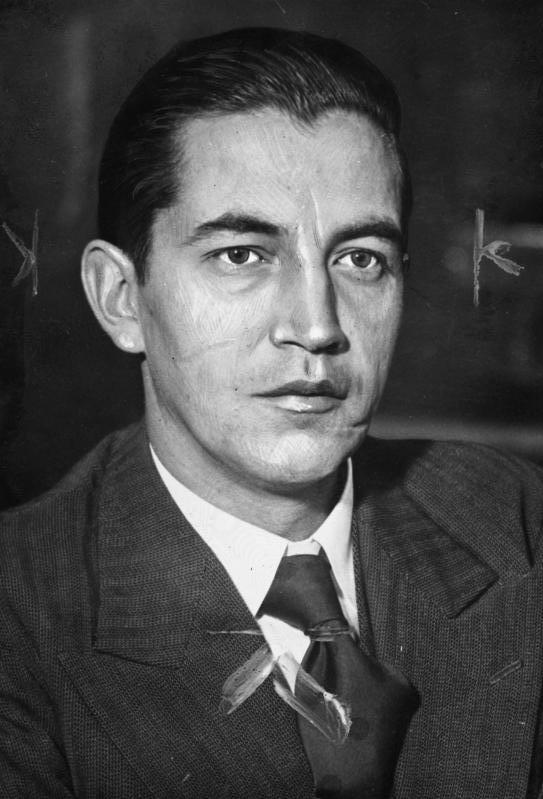
鲁道夫·迪尔斯

鲁道夫·迪尔斯（Rudolf Diels，1900年12月16日—1957年11月18日）是一位德国公务员，在1933-34年间任盖世太保总长，最高职衔为親衛隊上級領袖。
迪尔斯与戈林不錯，还娶了他的表姐妹。1940年，迪尔斯拒绝下令逮捕犹太人，戈林出手讓他免于牢狱之灾。7月20日密谋案失败后，由於迪尔斯曾會見密謀案同謀，他因而被盖世太保逮捕，虽入狱但未死。
迪尔斯在纽伦堡审判期间曾为控方立下口供书，但也曾被戈林的辩护律师传唤出庭作证。他一直被关押到1948年。1950年后，他在下萨克森政府任職，之后在内政部任職，最终在1953年退休。
1957年11月18日，迪尔斯在打猎时步枪走火，結果中弹身亡。